# Teleprinter

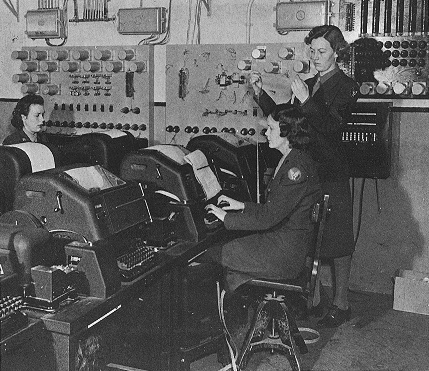
Fjärrskriftsmaskiner under andra världskriget.

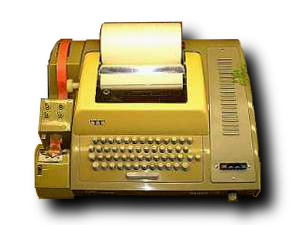
Teletype Model 33 ASR fjärrskriftsmaskin, med hålremsläsare och hålremsstans, användbar som datorterminal.

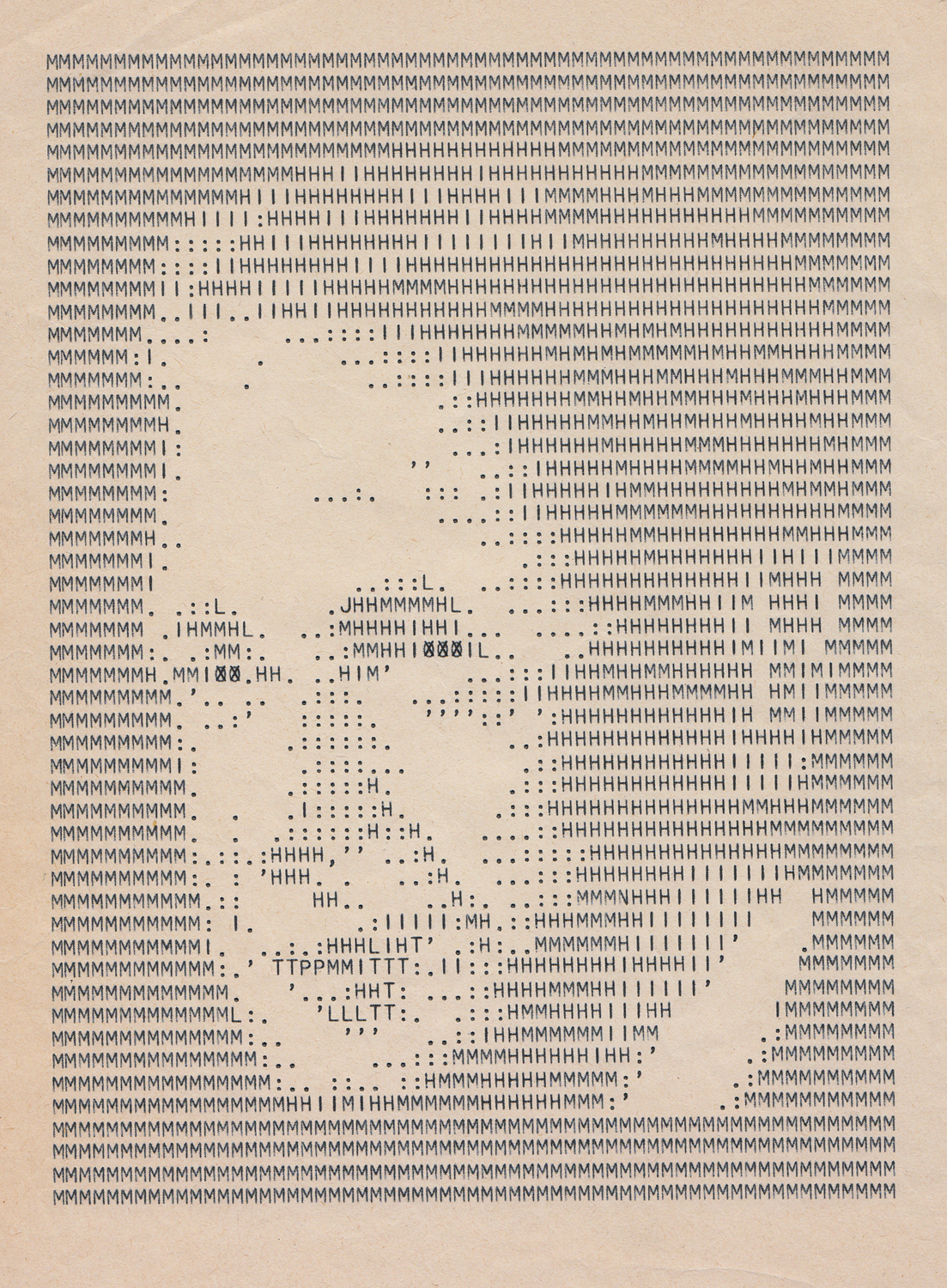
Exempel på teleprintertext, här i form av ett porträtt av Dag Hammarskjöld. Från Skånska Dagbladets teleprinter 1962.

Fjärrskriftsmaskin, fjärrskrivare eller teleprinter är en elektrisk skrivmaskin som kan användas för att kommunicera skrivna meddelanden från ett ställe till ett eller flera andra. Överföringsmedier som används omfattar till exempel enkel elektrisk signalering, såsom genom ett ledningspar, eller radio- eller mikrovågssignalering. Fjärrskriftsmaskiner användes inom telex-nätet och som datorterminal för stordatorer och minidatorer.

## Historik
Det gamla morsesystemet ersattes i början av 1900-talet allt mer av fjärrskrift med användande av en typ av telegrafapparat som liknar en vanlig skrivmaskin. Det nya systemet byggde på ett helt nytt telegrafalfabet, femenhetsalfabetet, där de olika tecknen bildas av fem olika impulser, strömförande och icke-strömförande i olika kombinationer.
När maskinsänd telegrafi med hjälp av fjärrskrivare började användas vid slutet av 1920-talet förenklades telegraferingen så att det inte behövdes specialkunskaper i telegrafering för att sköta den. Det blev då möjligt att anordna särskilda telegrafnät där flera abonnenter kunde kopplas på samma sätt som i ett telefonnät. Internationella regler för abonnenttelegrafi fastställdes och det nya systemet kallades Telex, som en förkortning av "Teleprinter Exchange Service". Telegrafstationer anslöts också till telexnätet, vilket gjorde det möjligt att sända telegram direkt till andra telegrafstationer utan omtelegrafering på förmedlingsstationer. En ny generation teleprintrar infördes under 1970-talet med elektroniska apparater i stället för de tidigare elektromekaniska. På 1980-talet lanserades en ny, helt elektronisk telexterminal med ordbehandlings- och minnesfunktioner. Den kunde fås med textskärm vilket underlättade redigeringsarbetet.
Fjärrskriftsmaskiner är i dag föråldrade, då modernare datakommunikation tagit över. De existerar nu huvudsakligen i virtuell form, främst i Unix-liknande miljöer, men bär på engelska fortfarande namnet "TTY" ("Teletype"; ett fabrikat av fjärrskriftsmaskiner).